# Ochradenus
Ochradenus é um género botânico pertencente à família Resedaceae.
1. ↑  «Ochradenus — World Flora Online». www.worldfloraonline.org. Consultado em 19 de agosto de 2020